# Вега-де-Інфансонес
Вега-де-Інфансонес (ісп. Vega de Infanzones) — муніципалітет в Іспанії, у складі автономної спільноти Кастилія-і-Леон, у провінції Леон. Населення — 911 осіб (2010).
Муніципалітет розташований на відстані близько 280 км на північний захід від Мадрида, 14 км на південь від Леона.
На території муніципалітету розташовані такі населені пункти: (дані про населення за 2010 рік)
- Грульєрос: 341 особа
- Вега-де-Інфансонес: 405 осіб
- Вільядесото: 165 осіб

## Демографія
Динаміка населення (INE ):